# Witless Bay
Witless Bay est une municipalité située dans la province de l'Terre-Neuve-et-Labrador, dans le sud-est de Terre-Neuve.